# Butterflies (canção de Michael Jackson)
"Butterflies" é uma canção do cantor e compositor americano Michael Jackson, lançada como segundo single do álbum Invincible, em 2001. A canção foi lançada nos Estados Unidos ao mesmo tempo em que "Cry" era lançada na Europa. A canção foi mandada pela dupla de neo soul Floetry como demo para Michael, que gostou e gravou a música. Em uma entrevista da época, Jackson disse que era sua canção preferida do álbum. Por razões inexplicáveis, provavelmente pela briga de Michael com o dirigentes da Sony, o lançamento comercial do single foi cancelado. A canção foi lançada promocionalmente para estações de rádio E.U.A; em janeiro de 2002, dos três singles do álbum Invincible, apenas Butterflies não possui videoclipe.

## Faixas
CD Promo ESK 54863
1. Butterflies (4:40)

12" Promo EAS 56719
1. Master Mix (Feat. Eve)
2. Michael
3. Eve
4. In

## Remix
O remix oficial da música contem participação da rapper Eve.

## Desempenho nas paradas musicais
A gravadora lançou os promos nos Estados Unidos em vez da balada produzida por R.Kelly, "Cry", a canção conseguiu um bom desempenho das estáções de R&B, alcançando a 2ª posição na Hot R&B/Hip-Hop Songs dos Estados Unidos e a 14ª posiçaõ da Billboard Hot 100. Com tamanho sucesso, contando o fato de não haver um clipe dessa canção, promos foram também lançandos na Europa a fim de divulgar somente nas rádios, o resultado foi desastroso, Butterflies ficou na #87 posição no Top 100 no Chart Europeu permanecendo nele por uma semana.
| Parada musical (2001/2002)                       | Posição |
| ------------------------------------------------ | ------- |
| Estados Unidos - Billboard Hot 100               | 14      |
| Estados Unidos - Billboard Hot R&B/Hip-Hop Songs | 2       |
| Estados Unidos - Top 40 Mainstream               | 36      |